# S-21
S-21 eller Tuol Sleng Prison i Phnom Penh, Cambodja, er et tidligere torturfængsel, som i dag er lavet om til museum.
Fængslet blev etableret i en tidligere gymnasieskole efter De Røde Khmeres magtovertagelse i 1975, og det var i brug frem til Vietnams invasion i 1979.
Man skønner, at mellem 14.000 og 15.000 mennesker har været indsat og tortureret i fængslet. Kun 7 overlevede.
Det høje dødstal skyldes, at alle indsatte blev regnet for skyldige og blev tortureret til at indrømme deres forbrydelser mod partiet, samt til at opgive navne på deres medsammensvorne.
Ikke kun den mistænkte blev fængslet, tortureret, og myrdet, men også dennes ægtefælle og børn.
Alle indsatte blev nøje registreret og fotograferet før og efter henrettelsen.
S-21 er i dag museum, hvor man bl.a. kan se cellerne og billederne af de mange ofre.